# Pelly (Saskatchewan)
Pelly è un villaggio del Canada, situato nella provincia del Saskatchewan, nella divisione No. 9.